# Neodexiopsis preacuta
Neodexiopsis preacuta är en tvåvingeart som beskrevs av John Otterbein Snyder 1958. Neodexiopsis preacuta ingår i släktet Neodexiopsis och familjen husflugor.
Artens utbredningsområde är Costa Rica. Inga underarter finns listade i Catalogue of Life.